# Marinus Cornelis Bichon van IJsselmonde
Martinus Cornelis Bichon van IJsselmonde (Rotterdam, 2 juli 1781 – aldaar, 3 augustus 1845), heer van Oost- en West-IJsselmonde en Lombardijen, was burgemeester van Rotterdam van 1824 tot 1845.
Bichon studeerde rechten in Utrecht en promoveerde op stellingen in 1804.
Hij was lid Vergadering van Notabelen voor het departement Monden van de Maas, lid van de stedelijke raad van Rotterdam, lid Provinciale Staten van Holland, burgemeester van Rotterdam, lid Tweede Kamer der Staten-Generaal voor de provincie Holland, lid Provinciale Staten van Zuid-Holland voor de steden (Rotterdam), en lid Raad van State in buitengewone dienst.
Bichon werd benoemd tot commandeur in de Orde van de Nederlandse Leeuw.
Bichon was lid van het geslacht Bichon. Twee zonen van Bichon waren lid van de Rotterdamsche Schutterij en vertrokken in 1830 naar België om de Belgische Opstand te onderdrukken.
- Biografisch Portaal: 20010629
- Digitale Bibliotheek voor de Nederlandse Letteren: bich003
- Parlement.com: vg09lltckay0